# Восстание в Вене в октябре 1848 года
Октябрьское восстание в Вене (нем. Wiener Oktoberaufstand) — последнее восстание Австрийской революции в 1848 году.

В сентябре 1848 года в Австрии революция пошла на спад, тогда как в Венгрии под влиянием угрозы со стороны армии Елачича начался новый подъем. В Пеште был сформирован Комитет обороны во главе с Лайошем Кошутом, который стал центральным органом революции. Венгерской армии удалось разбить хорватов и австрийские отряды. Победы венгров вызвали активизацию революционного движения в Вене. 
3 октября был опубликован манифест императора о роспуске венгерского Государственного собрания, отмене всех его решений и назначении Йосипа Елачича наместником Венгрии. На подавление венгерской революции было решено отправить часть венского гарнизона, что вызвало взрыв возмущения в Вене. 
6 октября организация академический легион (радикально настроенные студенты) заведений разобрали железнодорожные рельсы, ведущие к столице, не дав возможность организовать отправку солдат в Венгрию. В городе вспыхнули беспорядки. На сторону восставших перешли и некоторые военные, в частности, гренадерский полк, квартировавшийся в венском пригороде Гумпендорф. На восстановление порядка были посланы правительственные войска, которые были разбиты рабочими венских предместий. Австрийский военный министр Теодор фон Латур был повешен. Группы восставших направились к центру города, где развернулись столкновения с национальной гвардией и правительственными войсками. Революционеры захватили цейхгауз с большим количеством оружия. 
Император и его приближенные 7 октября бежали поездом из столицы в Оломоуц. Рейхстаг Австрии, в котором остались лишь радикальные депутаты, принял решение о создании Комитета общественной безопасности для противостояния реакции и установления порядка в городе. Комитет обратился к императору с призывом отменить назначение Елачича наместником Венгрии и даровать амнистию.
Первоначально Октябрьское восстание в Вены было стихийным, центральное руководство отсутствовало. 12 октября во главе национальной гвардии встал Венцель Мессенхаузер, который создал генеральный штаб с участием Юзефа Бема и лидеров Академического легиона. По инициативе Бема были организованы отряды мобильной гвардии, включавшие вооруженных рабочих и студентов. 
Тем временем комендант Вены граф Ауэрсперг обратился за помощью к Елачичу. Это вызвало новое восстание и изгнание правительственных войск Ауэрсперга из столицы. Однако войска Елачича уже подошли к Вене и 13—14 октября попытались ворваться в город, но были отбиты. Венские революционеры обратились к Венгрии с просьбой о помощи. После некоторого колебания Кошут согласился оказать помощь венским революционерам и направил одну из венгерских армий к австрийской столице. В Вену также прибыли отряды добровольцев из Брно, Зальцбурга, Линца и Граца. 
19 октября венгерские войска разбили армию Елачича и вступили на территорию Австрии. Однако к этому времени Вена уже была осаждена 70-тысячной армией фельдмаршала Виндишгреца. 
22 октября рейхстаг Австрии покинул столицу, а на следующий день Виндишгрец предъявил требование о безоговорочной капитуляции и начал артиллерийский обстрел города. 26 октября правительственные войска ворвались в Вену в районе Дунайского канала, но были отбиты отрядами Академического легиона. 
28 октября был захвачен Леопольдштадт и бои перенесены на улицы столицы. 30 октября состоялось сражение между имперскими и венгерскими войсками на подступах к Вене, у Швехата, в которой венгры были разбиты и отступили. Это означало крах надежд для защитников Вены. На следующий день имперские войска вступили в столицу.
Вскоре после этого были казнены организаторы, в том числе Роберт Блюм, депутат Франкфуртского парламента. Всего погибло около 2000 человек.